# The Fight Song (canción de Marilyn Manson)
«The Fight Song» es el segundo sencillo del disco Holy Wood (In the Shadow of the Valley of Death) del artista Marilyn Manson.
Estuvo disponible en forma de descarga mucho antes del lanzamiento del sencillo y mucho antes que Holy Wood fuese lanzado en noviembre del 2000. Se pudo bajar a mediados del 2000, en Napster, en aquella época el más utilizado sistema de P2P, junto con el primer sencillo del disco, Disposable Teens.
Su estructura es muy similar a "Song 2", de Blur, con una base de batería completamente acústica, la que fue grabada en la Mansión Houdini, el lugar que el grupo arrendó para grabar el álbum.

## Video musical
Su vídeo fue dirigido por Wiz, quien ya había trabajado con Marilyn Manson en el clip de Man That You Fear. Está ambientado en un campo de fútbol americano abandonado ubicado en Los Ángeles, donde los miembros de la banda conceden un recital mientras dos ficticios equipos de fútbol: "Holy Wood" (compuesto por deportistas con la indumentaria tradicional del deporte que practican en color blanco) y "In The Shadow of the Valley of Death" (conformado por góticos vestidos de negro) que pelean entre sí hasta casi el final del vídeo, donde son sustituidos brevemente por personas que luchan contra las fuerzas antidisturbios. Antes de llegar al desenlace, una tormenta azota el lugar, la cual se mantiene hasta que la filmación finaliza. 
El vídeo tuvo una aparición corta en el documental Bowling for Columbine de Michael Moore, momentos antes de la entrevista que este le hace a Marilyn Manson sobre el tema de la masacre de Columbine, por la cual los medios usaron a Manson como chivo expiatorio. Aparece en la escena siguiente de cuando un diputado estadounidense califica a Marilyn Manson como "el grupo más repugnante que haya promocionado una discográfica de las consideradas importantes" (refiriéndose a Universal).
El vídeo y la canción no se salvaron de las críticas de los conservadores. Destaca un fragmento de la canción, en la cual dice: "La muerte de uno es una tragedia, pero la muerte de un millón es sólo una estadística" frase de Stalin .
- Datos: Q2613947